# يان وود
يان وود (بالإنجليزية: Ian Wood)‏ (24 مايو 1958 في المملكة المتحدة - ) هو لاعب كرة قدم بريطاني في مركز الدفاع. لعب مع نادي مانسفيلد تاون ونادي ألدرشوت ونادي بوسطن يونايتد.